# Европейский велосипедный союз
Европе́йский велосипе́дный сою́з (фр. L'Union Européenne de Cyclisme, UEC) является велосипедной ассоциацией, которая наблюдает за событиями по велоспорту на европейском континенте. Это руководящий орган велосипедного спорта Европы.
Европейский союз велосипедистов является континентальной конфедерацией Международного союза велосипедистов (UCI). Был основан 7 апреля 1990 года в Цюрихе (Швейцария) в присутствии представителей 18 стран. В настоящее время 48 стран являются членами UEC.
Главные задачи заключаются в развитии велосипедного спорта в Европе по всем дисциплинам и организации велосипедных событий, таких как чемпионаты Европы и Кубки Европы.
Сегодня UEC организует более 50 дней в году соревнования во всех дисциплинах велосипедного спорта с несколькими тысячами участников.
Ежегодно проводится Конгресс UEC.

## Президенты
- 1990-2001 Werner Göhner (GER)
- 2001-2009 Vladimir Holecek (CZE)
- 2009-2013 Wojciech Walkiewicz (POL)
- с 2013 David Lappartient (FRA)